# Chinezen in Duitsland
Er wonen ongeveer 110.000 Chinezen in Duitsland. In 2005 hadden 71.639 van hen de nationaliteit van de Volksrepubliek China. 3142 of 4,3% van deze bevolkingsgroep is in Duitsland geboren. Tussen 2004 en 2007 werden 4213 Chinezen genaturaliseerd tot Duitser. Naast migranten die vanuit het Chinese Vasteland omvat de Chinese bevolkingsgroep in Duitsland ook migranten uit Republiek China (Taiwan) en Singapore.

## Geschiedenis
Feng Yaxing en Feng Yaxue uit Guangdong waren de eerste Chinezen die Duitsland bezochten. Ze kwamen in 1822 naar Berlijn via Londen. Eind 19e eeuw kwamen veel Chinezen in Duitse havensteden aan via stoomboten waarop ze werkten als stoker en schoonmaker. In 1904 bracht de vader des vaderlands van het moderne China, Sun Zhongshan, een bezoek aan Duitsland. Hij ging naar verschillende West-Europese landen om steun te vragen voor zijn anti-Qing Chinese Unie (中華同盟會) die georganiseerd werd in Berlijn. Er waren ook groepen Chinese arbeider uit Shandong en in mindere mate uit Zhejiang die Duitsland over land bereikten via Rusland en Polen.
Tijdens de jaren twintig van de 20e eeuw vormden Chinezen de op drie na grootste groep niet-Duitse studenten. Zij voelden sympathie voor het communisme. Bekende studenten waren Zhu De en Liao Chengzhi. Er werden succesvolle stakingen in Hamburg georganiseerd.
Toen de nazi's de Weimarrepubliek ophieven, werden de Chinezen in 1933 als ras gelijk beschouwd met de Japanners. De nazi's vonden de Chinezen in Duitsland een bedreiging, omdat velen van hen het communisme aanhingen. Ze probeerden de Chinezen het land uit te krijgen. In 1942 werden de 323 overgebleven Chinezen in Berlijn gearresteerd en naar het arbeitslager Langer Morgen gestuurd.
In de jaren zestig tot tachtig van de twintigste eeuw migreerden vele Chinezen uit Nederland en het Verenigd Koninkrijk naar de Bondsrepubliek. Vanaf de jaren tachtig kende de DDR een kleine Chinese gemeenschap van gastarbeiders uit de Volksrepubliek China die in de DDR tewerk werden gesteld. Vanaf de jaren negentig komen de Chinese migranten vooral vanuit het Chinese vasteland.
In 2000 vormden de Chinezen de grootste groep van de groep buitenlandse studenten in Duitse universiteiten. In 2002 waren er 10.000 Chinese studenten en in 2007 27.000.

## Faciliteiten
Duitsland heeft geen specifieke Chinese buurten, zoals in Nederland en België, met hoge concentraties Chinese restaurants, winkels en supermarkten. Chinese restaurants zijn in elke Duitse stad te vinden. In de grootste steden van Duitsland, zoals Berlijn, Düsseldorf en München zijn er Chinese winkels, supermarkten en Chinees-boeddhistische tempels en Chinese migrantenkerken verspreid over de stad te vinden
Tempels:
- Fo Guang Shan
  - Fo-Guang-Shan-Tempel Berlin (Berlijn)
  - Intern Buddha Kulturverein (Düsseldorf)
  - Fo-Guang-Shan-Tempel Frankfurt e.V./Fo Guang Shan Meditation Zentrum (Frankfurt am Main)
  - Fo-guang-shan Fo-guang-yuen (München)
- Shaolintempel
  - Shaolin Tempel Deutschland (Berlijn)

Migrantenkerken:
- Protestants
  - Berlijn
    - Chinesische Allianz Kirche Berlin

  - Bonn
    - Freie Evangelische Gemeinde Bonn Chinese Service

  - Dortmund
    - Chinesische Allianz Kirche in Dortmund

  - Düsseldorf
    - Christliche Chinesische Gemeinde Düsseldorf (杜塞爾多夫華人教會)
    - Christliche Chinesische Kirche Düsseldorf (杜塞道夫華人基督教會)

  - Hamburg
    - Lord Glory Mission to Chinese in Hamburg
    - CRM Christ’s Restoration Mission to All Chinese in Hamburg

  - Heidelberg
    - Chinesische Evangelische Gemeinde Heidelberg (海德堡華人基督徒團契)

  - Keulen
    - Bibelstudien Köln (科隆查經班)

  - München
    - Evangelisch-Lutherische Chinesische Gemeinde in München (慕尼黑華人基督信義會教會)
    - Evangelisch-Lutherische Chinesische Schule in München (慕尼黑華人基督信義中文學校)

  - Ratingen
    - Evangelische Freikirchliche Gemeinde Ratingen
- Rooms-Katholiek
  - Sankt Augustin
    - Gemeinde der chinesischen Katholiken im Rheinland (天主教萊茵區華人教友會)

## Bekende Chinese Duitsers
- Fiona Yuen